# Мордовское книжное издательство
Открытое акционерное общество «Мордовское книжное издательство» (Мордкиз; мокш. Мордовиянь книгань издательствась, эрз. Эрзямокшонь книгань издательствась) — предприятие, выпускающее учебно-педагогическую, детскую, художественную, научно-популярную литературу и изобразительную продукцию.

## История
Основанием для создания Мордовского издательства стало принятое Президиумом Мордовского исполкома Советов рабочих, крестьянских и красноармейских депутатов решение от 21 октября 1930 г. № 61. § 8.: «1. Признать необходимость организовать Мордовское издательство Зав. Издательством назначить т. Агапова. … 7. Учитывая, что Мордовское издательство должно заниматься выпуском и литературы, предложить ОблОНО и издательству наметить план работы и издание литературы на мордовском языке. В первую очередь наметить издание учебников».
Агапов Яков Иванович, став первым руководителем Мордовского издательства, свою трудовую деятельность прочно связал с созданием и распространением печатного слова, пройдя путь от ученика-наборщика в типографии братьев Сыромятниковых в г. Саранске (ноябрь 1912 года) до начальника управления по делам полиграфической промышленности, издательства и книжной торговли при Совете Министров Мордовской АССР (5 июня 1950 года).
В период с 1930 по 1932 год было создано два отдела: мордовский и русский, издательство выпускало учебную, партийную, общественно-политическую, научно-популярную, художественную литературу преимущественно на мордовских эрьзя и мокша языках. Кроме того, издавалась и периодическая литература: газеты: «Завод и пашня», «Красная Мордовия», «Од веле», «Пионерэнь вайгель», журналы: «Сятко» и «Валдо ки».
Основано 19 апреля 1932 года в городе Саранске как Мордовское государственное издательство (Мордгиз), на которое возлагался выпуск литературы на мордовских (мокшанском и эрзянском) языках, с 1963 года — Мордовское книжное издательство. С 1994 года — государственное предприятие. Выпускает художественную, общественно-политическую, научно-популярную, военно-патриотическую, производственно-техническую, краеведческую, справочную литературу, учебники для мокшанских и эрзянских школ, альбомы, другие издания на мордовских и русском языках. За всю историю своего существования выпущено более 8000 наименований книг — это десятки миллионов экземпляров. В 1997 году открыт филиал «Торговый дом национальной книги», который имеет магазин «Масторава».

## Наиболее значимые издания
- Серия «Устно-поэтическое творчество мордовского народа» (на рус. яз.).
- Серия «Мордовский роман» (на рус. яз.).
- Серия «Мордовская библиотека» (на мокш. и эрз яз.).
- Эпос «Масторава» (на мокш., эрз. и рус. яз.).
- Антология «Памятники мордовского народного музыкального искусства».
- Книга «Память» в 9 томах.
- Справочник «Всё о Мордовии».
- Альбомы о творчестве С. Д. Эрьзи, Ф. В. Сычкова, И. К. Макарова.

## Директора
- Платонов В. А.
- Артамошкин И. С.
- Зуев С. Г.
- Борискин
- Жаринов А. И.
- Котков К. А.
- Самаркин
- Ларионов С. С.
- Московкин Я. Д.
- Петров М. Т. (1971—1977)
- Долгачёв А. А. (1977—1983)
- Юшкин Ю Ф. (1983—1992)
- Лузгин А. С. (1992—1998)
- Келин И. И. (с 1998)